# Woodstock (Nou Hampshire)
Woodstock és una població dels Estats Units a l'estat de Nou Hampshire. Segons el cens del 2000 tenia 1.139 habitants.

## Demografia
Segons el cens del 2000, Woodstock tenia 1.139 habitants, 500 habitatges, i 278 famílies. La densitat de població era de 7,5 habitants per km².
Dels 500 habitatges en un 29% hi vivien nens de menys de 18 anys, en un 42% hi vivien parelles casades, en un 8,2% dones solteres, i en un 44,2% no eren unitats familiars. En el 33,8% dels habitatges hi vivien persones soles el 10% de les quals corresponia a persones de 65 anys o més que vivien soles. El nombre mitjà de persones vivint en cada habitatge era de 2,28 i el nombre mitjà de persones que vivien en cada família era de 2,92.
Per edats la població es repartia de la següent manera: un 23,8% tenia menys de 18 anys, un 7,5% entre 18 i 24, un 33,4% entre 25 i 44, un 25,1% de 45 a 60 i un 10,3% 65 anys o més.
L'edat mediana era de 37 anys. Per cada 100 dones de 18 o més anys hi havia 101,9 homes.
La renda mediana per habitatge era de 35.556$ i la renda mediana per família de 40.875$. Els homes tenien una renda mediana de 29.539$ mentre que les dones 23.750$. La renda per capita de la població era de 19.973$. Entorn del 7,6% de les famílies i el 9,6% de la població estaven per davall del llindar de pobresa.